# Ivan Ivanov Bagrianov
Ivan Ivanov Bagrianov (bulgare : Иван Иванов Багрянов), né le 29 octobre 1891 à Razgrad, mort le 1er février 1945 à Sofia, est un homme d’État bulgare. Il est président du Conseil des ministres de juin à septembre 1944. 

## Biographie
Officier d'artillerie, il est un proche de Ferdinand Ier de Bulgarie pendant les Guerres balkaniques, puis sert dans l'armée allemande pendant la Première Guerre mondiale. Il devient grand propriétaire terrien et  joue un rôle important dans le mouvement coopératif agraire. Il est nommé ministre de l'agriculture de 1938 à 1941.
Au printemps 1944, l'URSS lance un ultimatum au royaume de Bulgarie (pays de l'Axe avec lequel elle est encore en paix), lui demandant d'ouvrir expressément ses consulats à Roussé et Bourgas. Cela pousse Dobri Bojilov, le président du Conseil des ministres favorable à l'alliance allemande, à la démission. C'est alors que le diplomate Ivan Bagrianov est choisi pour lui succéder par le conseil de régence dirigé par le pro-nazi Bogdan Filov. Bagrianov est quant à lui hostile aux Nazis et souhaite rompre l'alliance bulgare avec l'Allemagne aussi vite que possible. Il compte pour cela sur le soutien du jeune ambassadeur soviétique Alexander Lavrishchev (ru) et du Parti bulgare des ouvriers. Son gouvernement (bg) compte d'ailleurs initialement un de ses représentants en la personne du communiste Doncho Kostov (bg) (ministre de l'Agriculture et des Domaines de l'État). Mais une dizaine de jours après sa formation, les communistes bulgares prennent leurs distances avec ce dernier et reprennent leur guérilla sur ordre de Dimitrov. Le 8 août 1944, Bagrianov lance des pourparlers de paix avec les Britanniques et les Américains (auxquels la Bulgarie avait déclaré une « guerre symbolique (bg) » aux conséquences désastrueuses, le 13 décembre 1941) par l'intermédiaire de Stoïcho Mochanov (bg). Le 17 août 1944, pour – selon ses termes – sortir la Bulgarie d'un « sanglant chemin de chauvinisme et de guerre », il annonce l'adoption d'une stricte neutralité et l'amnistie pour tous les prisonniers politiques. Le 23 août 1944, il annonce le désengagement militaire total du pays dans le conflit. Le 27 août 1944, il décide la dissolution de l'Assemblée nationale, du retrait des troupes bulgares de Macédoine et de Serbie et du départ des troupes allemandes du territoire bulgare pour le 31 août 1944. Mais Staline, soutenu par les Alliés, déclare le 30 août 1944 ne pas respecter la neutralité bulgare et exige que la Bulgarie déclare la guerre à l'Allemagne. Le 31 août 1944, l'Armée rouge avance rapidement vers le Danube depuis Bucarest. Devant l'imminence de l'invasion des troupes soviétiques et l'échec à obtenir un armistice avec les Alliés, Bagrianov démissionne avec son cabinet le 2 septembre 1944. Arrêté après la prise de pouvoir du Front patriotique, il est jugé par le tribunal populaire (en) qui le condamne à la peine de mort pour crimes de guerre. La sentence est appliquée par un peloton d'exécution, dans la nuit du 1er au 2 février 1945, au cimetière central de Sofia. Le 26 août 1996, la  Cour suprême de Bulgarie réhabilite Bagrianov par son arrêt no 172.